# Reviers
Reviers település Franciaországban, Calvados megyében. Lakosainak száma 601 fő (2022. január 1.). Reviers Banville, Bény-sur-Mer, Courseulles-sur-Mer, Fontaine-Henry és Ponts sur Seulles községekkel határos.

## Népesség
A település népessége az elmúlt években az alábbi módon változott:
| Lakosok száma | 330  | 399  | 398  | 548  | 585  | 579  | 566  | 554  | 550  | 601  |
|               | 1968 | 1982 | 1990 | 2006 | 2013 | 2015 | 2017 | 2019 | 2020 | 2022 |